# Jegorłykskaja
Jegorłykskaja (ros. Егорлыкская) – stanica w Rosji, w obwodzie rostowskim, ośrodek administracyjny rejonu jegorłykskiego. W 2010 liczyła 17 660 mieszkańców.